# 4956 Noymer
4956 Noymer је астероид главног астероидног појаса чија средња удаљеност од Сунца износи 2,444 астрономских јединица (АЈ).
Апсолутна магнитуда астероида је 13,5.